# 1442 Corvina
1442 Corvina (1937 YF) là một tiểu hành tinh vành đai chính được phát hiện ngày 29 tháng 12 năm 1937 bởi György Kulin ở Budapest.